# Times Square – 42nd Street (métro de New York)
Times Square – 42nd Street est une station souterraine du métro de New York située dans le quartier de Times Square à Manhattan. Elle est située sur trois lignes (au sens de tronçons du réseau), l'IRT Broadway-Seventh Avenue Line (métros rouges), l'IRT Flushing Line (métros violets) et la BMT Broadway Line (métros jaunes) issues des réseaux des anciennes Interborough Rapid Transit Company (IRT) et Brooklyn-Manhattan Transit Corporation (BMT) et constitue l'un des deux terminus de la S 42nd Street Shuttle, elle aussi issue de l'IRT. 
Elle est située en plein cœur de Times Square, quartier d'affaires et de tourisme de premier plan où la plupart des commerces fonctionnent 24/7. Elle est également située à proximité du Port Authority Bus Terminal, point de départ de bus de banlieue, et notamment de ceux qui opèrent dans le New Jersey, ainsi que de liaisons nationales ou internationales via des compagnies comme Greyhound ou Peter Pan. En tant que telle, elle constitue, prise avec la station adjacente de 42nd Street – Port Authority Bus Terminal la station la plus fréquentée du réseau en 2012 avec 62 069 437 passagers, loin devant Grand Central – 42nd Street (42 894 249 usagers).
Au total, neuf services y circulent :
- les métros 1, 2, 3, 7, N et Q y transitent 24/7 ;
- les métros R et la S 42nd Street Shuttle s'y arrêtent tout le temps sauf la nuit (late nights) ;
- la desserte <7> fonctionne en semaine durant les heures de pointe dans la direction la plus encombrée.